# Chiesa di Santa Maria Maddalena e San Rocco
La chiesa dei Morti nuovi o chiesa di Santa Maria Maddalena e San Rocco si trova nella frazione  Fiorine di Clusone e venne edificata nel 1795 durante la costruzione di una strada in sostituzione della cappella dei Morti vecchi, edificata dopo la peste del 1630 che si trova nella pineta che dalla frazione Ponte Selva porta a Clusone. 

## Storia

### La cappella dei Morti vecchi
Lungo la vecchia strada cavalcatoria che dal fondo valle portava fino a Clusone, ancora percorribile, è presente una cappella posta vicino a un cippo in pietra messo dove erano stati sepolti i morti della peste del 1630, che secondo la testimonianza di Bernardino Baldi erano stati più di un migliaio, contro una popolazione di 2 000 abitanti, la moria più alta della bergamasca.
La cappella venne chiamata "chiesa dei Morti" e edificata nel 1767 per volontà di una contadina di nome Maria, che trovando alcune ossa degli appestati nella pineta, decise di dedicarne una cappella, e proprio il figlio Antonio Giudici ne fece le fondamenta. 
La cappella venne poi ampliata nel 1784. 
Ma venne poi lasciata andare in degrado, sia la struttura muraria che gli affreschi opera di Giovanni Brighenti.
Venne restaurata solo nel 1983, e le nuove pitture furono realizzate da Claudio Nani.
Solo con la costruzione della nuova chiesa in località Fiorine il nome della cappella cambiò "chiesa dei Morti nuovi".

### La cappella dei Morti nuovi
Nel 1795 venne spostata la strada che dal fondo valle portava a Clusone, e dei lavori i promotori furono Vittorio Fogaccia e Giovanbattista Carrara Spinelli. La nuova strada non obbligava più il passaggio dove era presente la chiesa dei morti della peste, ma la devozione era talmente sentita nel paese, che si decise di costruire una nuova chiesa dedicata alla peste che prese il nome di "chiesa dei Morti nuovi".
L'arrivo della dominazione francese e l'instaurarsi  della Repubblica cisalpina ne fermò i lavori, anche perché, i committenti che erano filo veneti dovettero scappare a Venezia. I lavori ripresero nel 1799 con l'arrivo dell'Impero austro-ungarico, e vennero assegnati ad Antonio Giudici del Dos, nipote di quell'Antonio che aveva realizzato la cappella dei Morti vecchi. Il ritorno dei francesi nell'ottobre, fermò nuovamente i lavori per riprendere nel 1801, con la costruzione del portico e il campanile in legno. La consacrazione avvenne il 26 agosto del medesimo anno dal vescovo Dolfin dedicandola a santa Maria Maddalena e a san Rocco.

## Architettura
Un ampio porticato aperto lateralmente protegge la facciata della chiesa. L'interno presenta la copertura con un tetto in legno a due falde con copertura in coppi di laterizio. L'ingresso è orlato da pietre sagomate, sormontato da un architrave trabeato con ai lati due finestre ugualmente rifinite, sulla parte superiore l'affresco di Giovanni Brighenti.
L'interno è illuminato da un'ampia finestra a pianta quadrata con un'unica navata e campata, mentre il presbiterio più ristretto, è accessibile da uno gradino ed è a pianta rettangolare. Il soffitto a cupola affrescato da Giovanni Brighenti, rappresentante il Cristo del Giudizio e i quattro profeti posti agli angoli.
Gli affreschi esterni vennero realizzati nel 1833 da Giovanni Brighenti, furono posizionati nella chiesa della Beata Vergine del Paradiso in previsione di un restauro, e raffigurano la sepoltura del frate cappuccino P. Giacomo Albrici. La pala d'altare è opera dell'artista clusonese Lattanzio Querena.